# Финикия
Финикия (на гръцки Φοινίκη) е историческа област в Близкия Изток, средище на антична цивилизация, процъфтявала между 15. и 6. век пр.н.е.
Според древногръцкия историк Херодот финикийците се преселват в Средиземноморието от района на Червено море. Текстове върху плочки, открити в Рас-Шамра (Угарит), съдържат легенди, религиозни и епически поеми, съставени през 14 век пр.н.е., които описват събития, развивали се северозападно от Арабския полуостров.. Финикийците са имали фонетична писменост.
Дори по време на най-големия ѝ разцвет Финикия е вечната ябълка на раздора между властващите тогава Асирия и Египет и е подчинена ту на едните, ту на другите. През IV век пр.н.е. Финикия е превзета от Персия на Ахеменидите, а през 332 г. пр.н.е. – от Александър Македонски.
Финикийската федерация е обединение, в рамките на Персийската империя, на трите финикийски града Тир, Сидон и Арвад, с център новооснования Триполи (Ливан).

## Финикия в Библията
За финикийците в Библията няма събирателно наименование. Както всички потомци на Ханаан, те се наричат „ханаанци“ (Битие. 10:19; Йов 40:25; Ос. 12:7) или биват наричани по имената на главните им градове, като Сидон (Съдии. 3:3; 10:6; 3 Царства. 5:6; Йез. 27:8) и Тир (Псалтир. 82:8; 86:4). Предците на финикийците в Библията са наречени Ханаан и после - Хет (Бит. 10:6,15). Ярко описание на финикийската търговия е дадено в Книгата на Йезекиил (Йез. 27).